# Neozuga
Neozuga là một chi bướm đêm thuộc họ Geometridae.